# 英國國家電網公司
英國國家電網公司（National Grid plc）是一間總部位於英格蘭沃里克之輸電與瓦斯供應公司，其營業範圍為英格蘭和威爾斯地區，及北美東北部，並於倫敦證券交易所與紐約證券交易所上市。

## 歷史

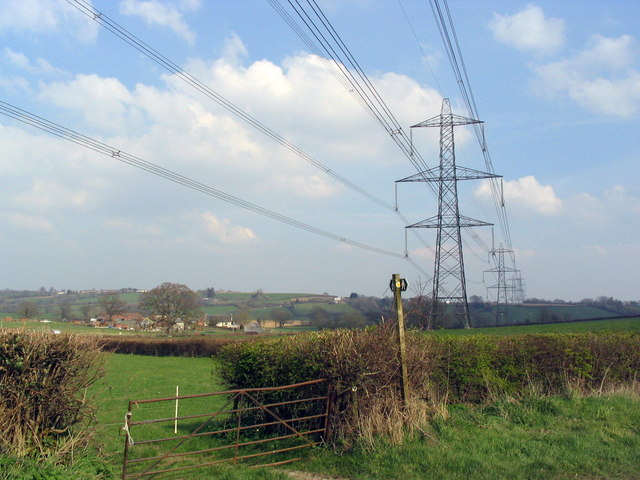
公司所有之輸電鐵塔-英格蘭艾克希特近郊

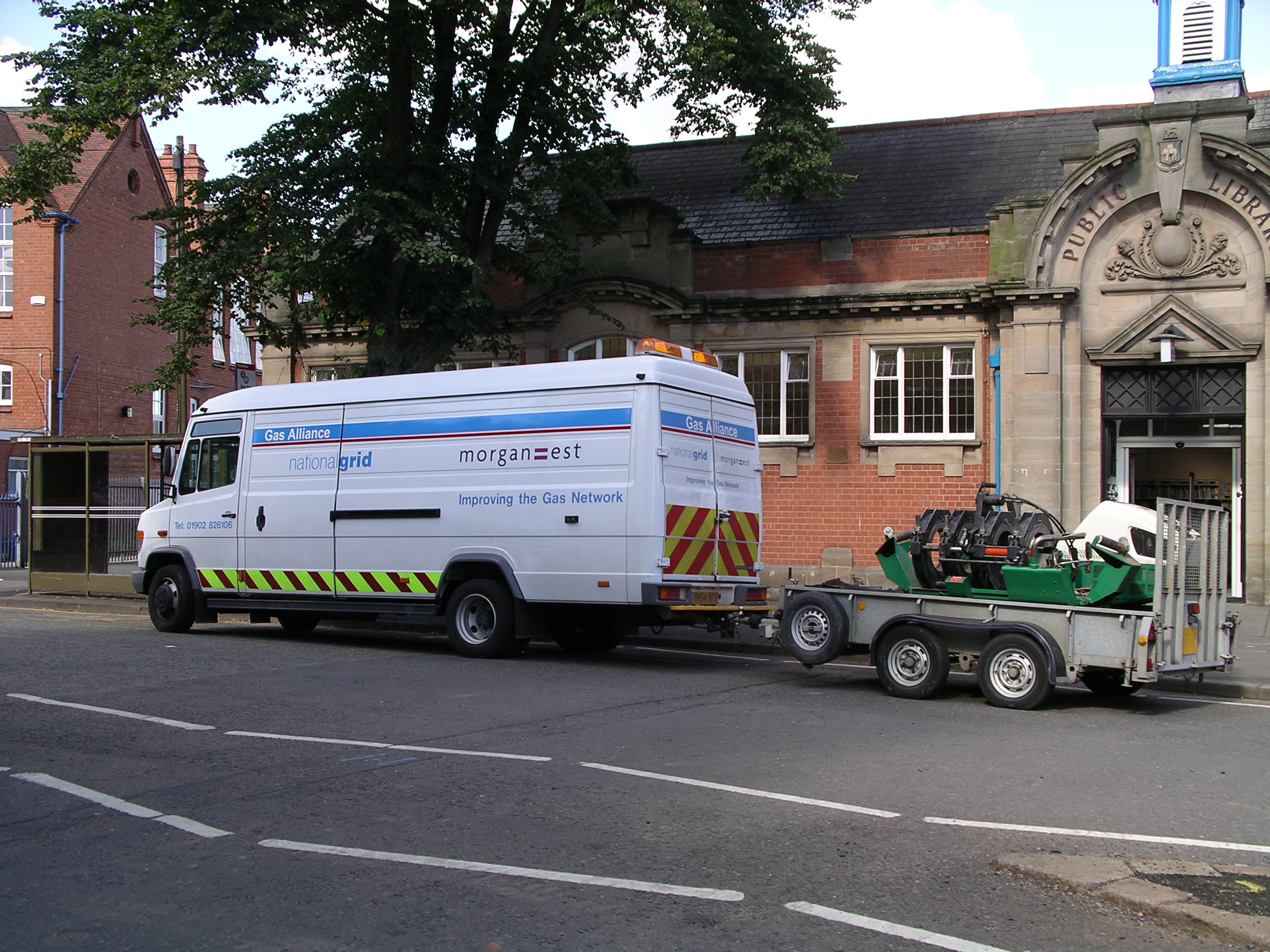
2007年一輛在英格蘭科芬特里之公司Vario工程車

英國國家電網公司設立前，英格蘭和威爾斯地區之電業，由國營之中央電力局（Central Electricity Generation Board, CEGB）掌控。1990年，因電力自由化政策，中央電力局解體後，其所屬發電業務分割為3間發電公司，分別為PowerGen（2004年被德國意昂集團併購）；Natioal Power（2001年分割為兩家公司，並被德國萊茵集團併購）；Nuclear Electric（現在為EDF Energy所有）。中央電力局之輸電業務由英國國家電網公司繼承，配電業務則仍由12家地區配電事業（Pubilic Electricity Supplier, PES）負責。英國國家電網公司於1995年於倫敦證券交易所上市。
2000年時，英國國家電網公司併購美國的新英格蘭電力系統（New England Electric System） ，2002年1月並買下以紐約州北部為據點之尼加拉莫霍克電力集團（Niagara Mohawk Power Corporation）。同年12月併購原從BG集團分割出來之，英國瓦斯供應業者Lattice集團，並於2005年更名成為英國國家電網公司瓦斯業務之一部份。2006年2月，併購美國第5大瓦斯供應公司，以紐約為據點之KeySpan企業。
2007年，與荷蘭輸電事業TenneT合資，作為歐洲超級電網計畫之一部，於鹿特丹近郊之馬斯弗拉克特興建與英格蘭連結之海底電網BriNed，並於2011年4月完工開通。2015年4月，為景觀考慮之次世代鐵塔 「T-pylon」開發完成並實用化。
迄目前，英國國家電網公司負責英格蘭和威爾斯之輸電系統。雖然也負責蘇格蘭電網之營運，但不擁有電網所有權。英國國家電網於美國之子公司，保有1萬4千公里之電力網，且併購波士頓瓦斯（Boston Gas Company）與殖民地瓦斯公司（Colonial Gas Company），於更名後以沃尔瑟姆 (马萨诸塞州)為據點，經營瓦斯業務。

## 註腳
1. 1 2 3   (PDF). National Grid plc.   [2018-02-04]. （原始内容存档 (PDF)于2016-07-05）.
2. ↑  . Forbes.   [2018-02-04]. （原始内容存档于2020-08-14）.
3. ↑  小笠原潤一.  (PDF). IEEJ. 2005.10  [2018-02-04]. （原始内容存档 (PDF)于2020-12-01）.
4. 1 2  . National Grid.   [2018-02-04]. （原始内容存档于2020-10-26）.
5. ↑  . BBC. 1999-01-26  [2018-02-04]. （原始内容存档于2021-05-04）.
6. ↑  . National Grid.   [2018-02-04]. （原始内容存档于2018-02-04）.
7. ↑  Reuters staff. . Reuters. 2007-08-24  [2018-02-04]. （原始内容存档于2019-06-10）.
8. ↑  Fineren, Daniel. . Reuters. 2007-05-22  [2018-02-04]. （原始内容存档于2019-06-10）.
9. ↑  Paulsson, Lars. . Bloomberg. 2011-02-25  [2018-02-04]. （原始内容存档于2020-08-21）.
10. ↑  行正和義. . ASCII.jp. 2015-04-10  [2018-02-04]. （原始内容存档于2021-03-01）.
11. ↑  . National Grid.   [2018-02-04]. （原始内容存档于2018-02-04）.

## 外部連結
- National Grid UK